# Gottlob Schober
Gottlob Schober (* 3. April 1672 in Leipzig; † 3. November 1739 in Moskau) war ein deutscher Mediziner, Leibarzt des Großfürsten von Russland und Mitglied der Gelehrtenakademie „Leopoldina“.

## Leben
Gottlob Schober studierte Medizin und Naturwissenschaft in Leipzig und war 1696 Respondent an der Universität Utrecht mit einer Arbeit über die Cholera. Er arbeitete zunächst als praktizierender Arzt in Lübeck und wurde anschließend königlich schwedischer Stadtarzt in Narva (Estland) und später in Reval. Es folgte die Arbeit als Assessor des königlich ärztlichen Kollegiums in Stockholm. Anschließend kehrte Schober als praktizierender Arzt nach Leipzig und Dresden zurück. Schließlich folgte ein Ruf als Leibarzt des Großfürsten von Russland, Peter I., in St. Petersburg. Schober war später Leiter der Großapotheke in Moskau. Im Jahr 1732 wurde Schober unter Beibehaltung seines Jahresgehalts dem in Moskau lebenden Zar von Georgien Wachtang als Leibarzt beigegeben.
Als alternatives Geburtsjahr Gottlob Schobers nennen manche Quellen das Jahr 1670.
Gottlob Schober wurde am 6. März 1705 unter der Matrikel-Nr. 264 mit dem akademischen Beinamen AGATHOKLES als Mitglied in die Deutsche Akademie der Naturforscher Leopoldina aufgenommen.
(Andere Quellen sprechen vom Beinamen ARISTOPHANES.)

### Forschungsreisen in Russland
Im Jahr 1717 beauftragte Zar Peter I. Gottlob Schober, bevorzugt in Gegenden mit Eisenerz nach Heilquellen zu suchen. Schober entdeckte im Kaukasus am Fluss Terek warme Mineralquellen, die allerdings kein Eisen enthielten, sondern gewöhnliche Thermalquellen waren. In seinem Bericht erwähnte Schober noch weitere Quellen, die er aber nicht aufsuchen konnte, da er keinen ausreichenden militärischen Schutz für eine Reise in diese Gebiete hatte. Schober benannte die aufgefundenen Quellen zu Ehren des Zaren „Petersquellen“. Diese Bezeichnung wurden später nach dem in der Nähe befindlichen Ort Baragun abgewandelt zu den „Baragunsche Quellen“. Auf der Rückreise aus Kaukasien besuchte Schober die Schwefelquellen bei Serjaewsk am Fluss Sok, einem kleinen, etwa 25–30 Kilometer oberhalb Samara von Osten her in die Wolga einmündenden Fluss. Er beschrieb diese Schwefelquellen.
1722 bereiste er das Gouvernement Moskau bis nach Nishnei Nowgorod, um der Ursache einer auf dem Land vielfach verbreiteten, unbekannten Krankheit auf den Grund zu kommen. Er konnte nachweisen, dass die Ursache der Krankheit in Genuss von durch Mehltau verdorbenen Roggen zu suchen ist.
Ein umfangreiches Werk über Russland, das Schober während und nach seiner Reisen unter dem Titel Memorabilia Russico-asiatica s. Observationes physicae, medicae, geographicae, politicae, oeconomicae, in itinere in Russia ad mare Caspicum collectae, inquisitionites in quarundam aquarum mineralium naturam, nec non rariorum populorum linguae nondum cognitae, nec descriptae verfasst und zusätzlich mit 60 Zeichnungen aus der Natur versehen hatte, ist leider verloren gegangen.

## Veröffentlichungen
- de Cholera, 1696 (Dissertation)
- de tumore cranii, 1706 (Acta Leopoldina)
- de essential umbrae vi hypnotica, 1706 (Acta Leopoldina)
- Diss. medica de seminibus loliaceis secalis nigris corruptis et incurvatis vulgo: Kornmüttern, varios morbos epidemicos anno 1722 in autumno et hieme producentibus tam in territorio Moscoviae, quam Niesnae, 1723 (Beschreibung der Krankheit, die durch mit Mehltau verdorbenem Roggen ausgelöst wird).